# Marin Mersenne
Marin Mersenne, Marin Mersennus o le Père Mersenne (Oizé, 8 de septiembre de 1588-París, 1 de septiembre de 1648) fue un sacerdote, matemático y filósofo francés del siglo XVII que estudió diversos campos de la teología, matemáticas y la teoría musical. Se le llegó a conocer en su época como el "secretario de la república de las letras de Europa".  
Se le considera también como una figura eje de la trasmisión del movimiento intelectual europeo que, al término de la Edad Media, se mantenía escéptico respecto a la tradición de la filosofía escolástica. Fue un promotor de la revolución científica en ciernes, al mantener una cooperación cercana con figuras que dan origen al pensamiento moderno como René Descartes, Pierre de Fermat, Galileo Galilei,Thomas Hobbes y Pierre Gassendi.

## Biografía
Nacido en una familia de campesinos cerca de Oizé (hoy Sarthe), en la provincia francesa de Maine, fue educado en Le Mans y en la universidad jesuita de La Flèche, donde conoció y frecuentó la amistad de René Descartes. Aunque en ocasiones se afirma que fue jesuita, lo cierto es que nunca llegó a ingresar en la Compañía de Jesús. El 17 de julio de 1611 se hizo miembro de los Mínimos, dedicándose al estudio de la teología y el hebreo. Después de este período recibió el orden sacerdotal en París en 1613.
Tras su consagración estuvo un tiempo enseñando filosofía y teología en Nevers, pero en 1620 regresó a París. Allí entró en el convento de L'Annonciade y, en compañía de personajes como Descartes, Étienne Pascal, Gilles de Roberval y Nicholas-Claude Fabri de Peiresc, estudió matemáticas y música. Tuvo una nutrida correspondencia con diversos eruditos de Francia, Italia, Inglaterra y Holanda, tales como Pierre de Fermat, Galileo Galilei, Giovanni Battista Doni y Christiaan Huygens.
Desde 1620 hasta 1623 se dedicó exclusivamente a escribir en materia de filosofía y teología, y en 1623 publicó Quaestiones celeberrimae in Genesim, a la que rápidamente siguieron otras obras como L'Impieté des déistes (1624), en la que refuta las ideas de Giordano Bruno, y La Vérité des sciences (1625). En estos tratados combatió el escepticismo radical (que negaba la posibilidad de todo conocimiento) mediante la distinción de una esencia o naturaleza última de las cosas —incognoscible salvo para Dios— por un lado, y por otro lado los hechos contingentes accesibles a la observación humana. De este modo, propugnó el avance en el conocimiento —entendido este como hipótesis cuya certidumbre era solo probable— a través de la experimentación.
Visitó los Países Bajos y las diversas provincias de Francia. También viajó a Italia en tres ocasiones, en 1640, 1641 y 1645, tras la última de cuyas estancias dio a conocer en Francia los experimentos barométricos de Torricelli que, a la postre, conducirían a los famosos trabajos de Pascal referentes a la presión atmosférica.
Murió después de una serie de complicaciones que se derivaron de una intervención quirúrgica. En su testamento vital, pidió que su cuerpo fuera sometido a autopsia como último servicio al interés de la ciencia.

## Obra
Hoy día, Mersenne es recordado principalmente gracias a los números que llevan su nombre: los números primos de Mersenne. Mersenne los introdujo en su Cogitata physico-mathematica en 1641 donde conjeturó algunas propiedades sobre ellos, algunas de las cuales solo pudieron ser comprobadas o refutadas ya en el siglo XX. También es cierto que tradujo y comentó las obras de Euclides, Arquímedes y otros matemáticos griegos, y que su contribución más señalada al avance del conocimiento fue realizada a través de una extensa correspondencia (por supuesto en latín) con matemáticos y otros científicos de diversos países. En un tiempo en el que las revistas científicas todavía no habían aparecido, Mersenne fue lo más parecido al centro de una red de intercambio de información científica (véase República de las Letras).
Sin embargo, Marin Mersenne no fue principalmente matemático. En realidad empezó escribiendo sobre teología y filosofía, pero también fue un gran tratadista sobre teoría musical y sobre otros temas diversos.
Sus obras filosóficas se caracterizan por una gran erudición y por la ortodoxia teológica más estricta. Su mayor servicio a la filosofía fue su entusiasta defensa de Descartes, de quien fue consejero y amigo en París y a quien visitó en su exilio en Holanda. Remitió a varios pensadores eminentes de París una copia manuscrita de las cartesianas Meditations, y defendió su ortodoxia frente a los numerosos críticos que aparecieron entre el clero de la época.
Más tarde, dejó el pensamiento especulativo y se dedicó a la investigación científica, especialmente en temas como las matemáticas, la física y la astronomía. Entre las obras relacionadas con este período la más conocida es la traducción de L'Harmonie universelle (1636) en la que se trata la teoría musical y los instrumentos musicales. Una de sus mayores contribuciones a este campo fue la sugerencia de que

{\displaystyle {\sqrt[{4}]{\frac {2}{3-{\sqrt {2}}}}}}

era la razón principal de un semitono. Este valor era algo más afinado que el calculado por Vincenzo Galilei en 1588 y que todavía se utiliza: 18/17. Además tenía la cualidad de poderse construir de forma directa con una escuadra y un compás. La descripción de Mersenne de la determinación de la primera frecuencia absoluta de un tono audible (84 Hz) implica que, para entonces, ya había demostrado que la razón de la frecuencia absoluta de dos cuerdas vibrantes, que dan un tono musical y su octava, es 1:2, y que la armonía percibida (consonancia) de tales notas podía explicarse si la razón de las frecuencias de la oscilación del aire también era 1:2, lo que ofrecía consistencia a la hipótesis de la equivalencia entre las frecuencias de la fuente y el movimiento del aire.
El Traité de l'harmonie universelle (1627) se considera la fuente teórica de la música del siglo XVII, especialmente en Francia, donde rivalizó incluso con las obras del gran teórico italiano Pietro Cerone.
Por sus estudios en la teoría musical, a Mersenne se le llama padre de la acústica. También se le reconoce como promotor de la comunidad científica.

## Eponimia
- El cráter lunar Mersenius lleva este nombre en su memoria.[4]
- El asteroide (8191) Mersenne también conmemora su nombre.[5]